# Wanda Szczawińska
Wanda Maria Szczawińska (née le 13 juin 1866 à Varsovie, décédée le 21 avril 1955 à Cracovie) est une biologiste polonaise, pédiatre, conférencière, militante sociale, promotrice des principes modernes de la pédiatrie, publiciste et membre de l'Ordre Polonia Restituta.

## Biographie
Wanda Maria Szczawińska est la fille de Wojciech Szczawiński et Bronisława née Gumbrycht, et la sœur de Gustaw Stefan Szczawiński, Jadwiga Szczawińska-Dawidowa et Helena. Elle épouse Henryk Melcer-Szczawiński.
Comme beaucoup de Polonaises, sous l'occupation russe, elle doit émigrer afin d'effectuer des études supérieures. Dans les années 1888-1891, elle étudie à la Faculté des sciences naturelles de l'Université de Genève,. Sous la direction de Carl Vogt, elle rédige sa thèse intitulée Contribution à l'étude des yeux des Arthropodes et recherches expérimentales, sur la base de laquelle elle obtient le diplôme de docteur en sciences naturelles en 1891. Elle est chargée de cours à l'Université volante de Varsovie.

Arrivée en France en 1893, elle effectue des travaux de recherches à la Station biologique de Roscoff, en demandant l'accès à Henri de Lacaze-Duthiers. Elle séjourna également au laboratoire Arago de Banyuls-sur-Mer. En 1894, elle entreprend des études de médecine à Paris. Elle travaille à la Sorbonne dans le laboratoire de biologie d'Yves Delage.

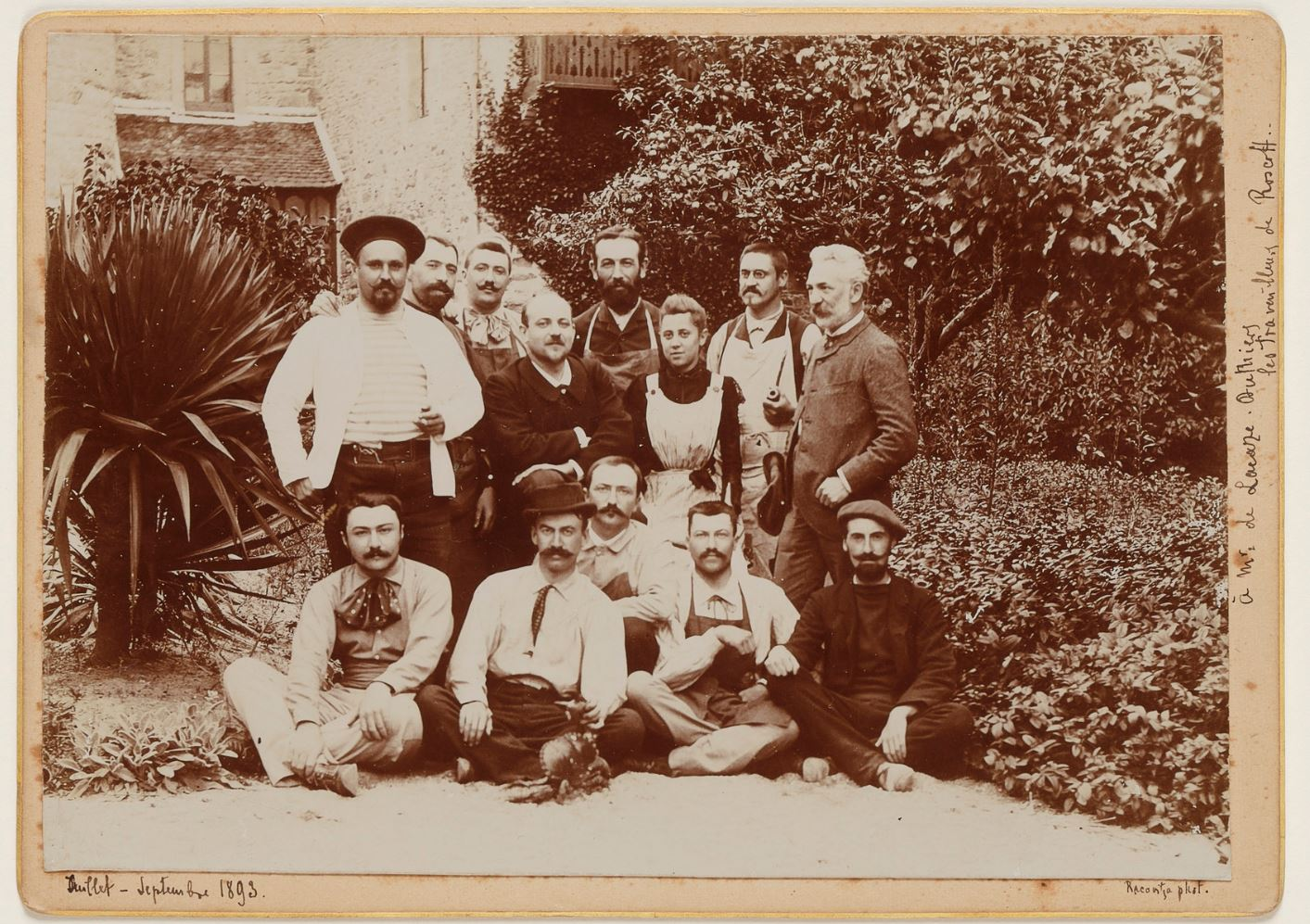
Les travailleurs de la Station biologique de Roscoff 1893, au centre droit Wanda Szczawinska.

En 1902, elle obtient le diplôme de docteur en médecine avec une thèse intitulée Serum cytotoxiques effectuée sous la direction d'Ilya Ilitch Metchnikov. Cette thèse porte notamment sur la médecine expérimentale, plus précisément sur l'utilisation de sérum cytotoxique dans le traitement de tumeurs inopérables. Elle travaille ensuite à l'Institut Pasteur à Paris. En 1907, elle devient médecin à l'Hôpital des nourrissons convalescents  de la « Fondation Zola à Médan », fondée par la veuve d'Émile Zola.
De retour en Pologne en 1910, elle crée une clinique médicale pour nourrissons à Varsovie, et en 1914, elle y fonde la société Kropla Mleka, qui promeut l'hygiène des enfants. Dans les années 1911-1918, elle donne des conférences sur l'hygiène à la Faculté des sciences naturelles de la Société des cours scientifiques de Varsovie. Elle reste en contact avec ses collègues français, comme le montrent ses adhésions à la Société de sociologie de Paris et à la Société zoologique de France.
Pendant la Première Guerre mondiale, elle travaille comme médecin à l'hôpital St. Stanisław Kostka et à l'hôpital de St. Ducha à Varsovie, ainsi que dans la section sanitaire du comité des citoyens de la ville de Varsovie. À partir de 1924, elle est membre de l'Association internationale des médecins. En 1925, au 12e Congrès des médecins et naturalistes polonais à l'Université de technologie de Varsovie, elle reçoit une médaille d'or pour sa présentation sur la nutrition infantile moderne. Grâce à ses efforts, en 1926, un pavillon de santé pour les nourrissons est construit puis mis en service au jardin de Saxe à Varsovie,. Elle donne des conférences sur l'hygiène générale et l'hygiène des enfants au Séminaire d'État des enseignants agricoles et sur l'hygiène à l'École supérieure d'économie de Chyliczki. Elle collabore avec le Bulletin français de l'Institut Pasteur. Au cours de sa carrière, elle est l'auteur d'environ 80 études ainsi que d'articles scientifiques et de vulgarisation dans le domaine des sciences naturelles, de l'hygiène et de la pédiatrie. En 1954, on lui décerne la Croix de Chevalier de la Renaissance de la Pologne.
Elle meurt en 1955 à Cracovie, et est enterrée au Cimetière Rakowicki.